# Dom przy Błotnej 2 we Fromborku
Dom przy Błotnej 2 we Fromborku – zabytkowy, wolnostojący dom położony we Fromborku, przy ulicy Błotnej 2. Pierwotnie mieściło się tu schronisko młodzieżowe Niemieckiego Czerwonego Krzyża, oferujące dużą salą z miejscami do spania, stołówkę i ogród do wypoczynku. Po wojnie mieścił się tu gminny ośrodek zdrowia. Od 1988 roku do 2014 roku był to wielorodzinny budynek mieszkalny. W 2014 r. przeprowadzono renowację elewacji oraz dachu budynku.
Na jego południowej ścianie widnieje rzeźba przedstawiająca Jana Chrzciciela.

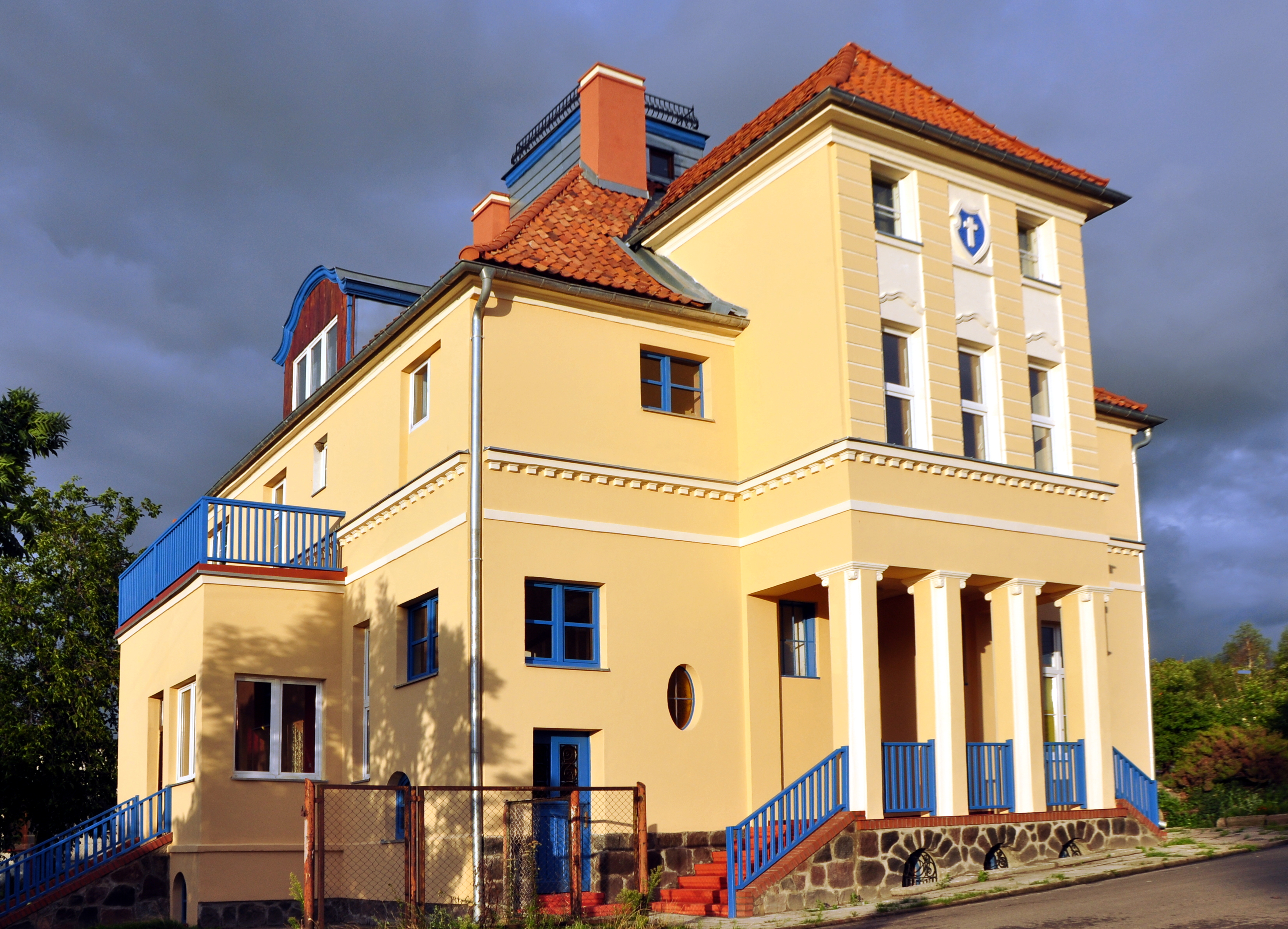
Widok od strony ulicy Błotnej
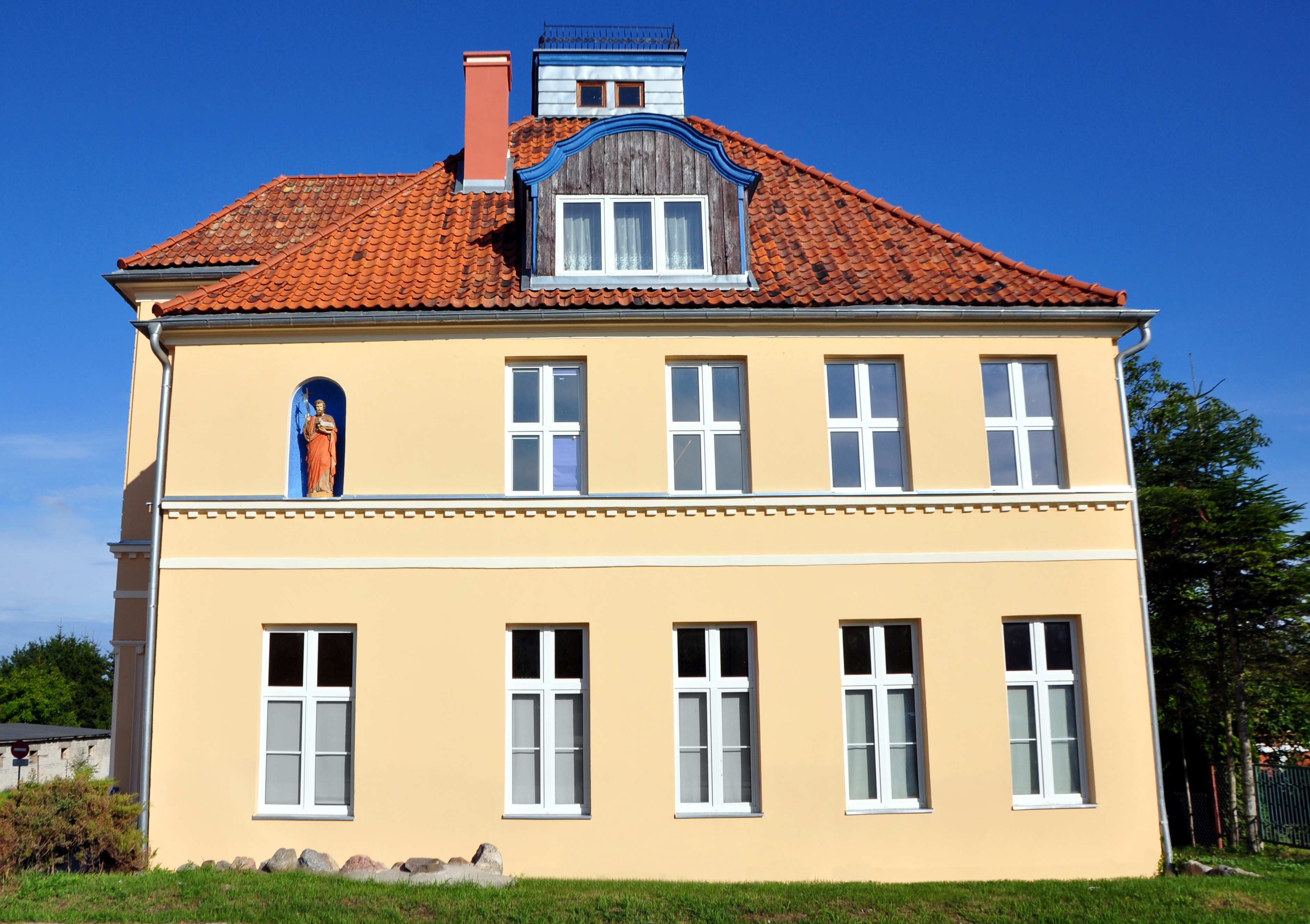
Widok od strony ulicy Zielonej
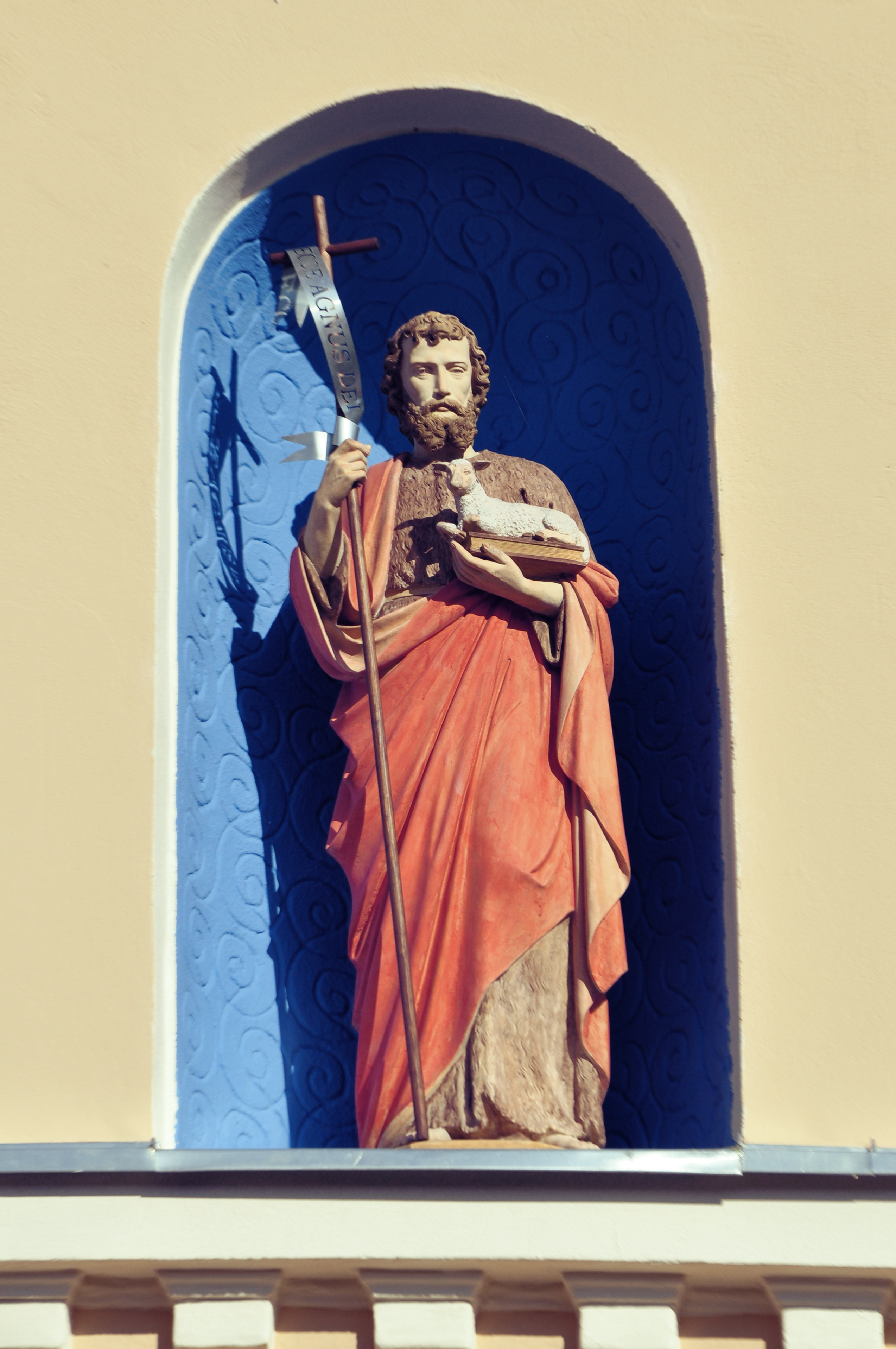
Figura Jana Chrzciciela